# Li Hui (futbolista)
Li Hui (en chino, 李辉; Pekín, China; 12 de febrero de 1960) es un exfutbolista y entrenador de fútbol de China que jugaba en la posición de delantero.

## Carrera

### Club
| Periodo   | Club           |
| --------- | -------------- |
| 1979–1989 | Beijing FC     |
| 1989–1990 | SpVgg Bayreuth |

### Selección nacional
Jugó para China en 43 partidos entre 1984 y 1988 donde anotó 14 goles, fue subcampeón de la Copa Asiática 1984n los Juegos Asiáticos de 1986 y participó en los Juegos Olímpicos de Seúl 1988.

### Entrenador
| Periodo   | Club            |
| --------- | --------------- |
| 1999–2000 | Beijing Kuanli  |
| 2004      | Changchun Yatai |
| 2005      | Hunan Shoking   |

## Logros
- Liga Jia-A: 2

1982, 1984